# Ryo Saeba
Ryo Saeba (冴羽 獠?, Saeba Ryo) è un personaggio dei manga City Hunter ed Angel Heart. È anche conosciuto come Hunter, nome datogli nelle prime due stagioni della versione italiana dell'anime. È il protagonista di City Hunter.

## Caratterizzazione
È un individuo alto e dal fisico scultoreo che di solito si vede con una giacca azzurra sopra una t-shirt rossa con maniche arrotolate e pantaloni neri, anche se potrebbe assumere un aspetto diverso quando necessario. Ha i capelli neri leggermente arruffati che arrivano al collo e bei lineamenti.
È apparentemente sciocco, ridicolo e pigro per la maggior parte del tempo (al di fuori del suo lavoro), ma quando necessario (di solito in una situazione pericolosa) si dimostra serio e vigile. Non riesce mai a conquistare le ragazze a causa dei suoi temuti atteggiamenti da maniaco (nel manga è soprannominato sukebe, che vuol dire "allupato"). Infatti Ryo è un pervertito estremamente lascivo ed impazzisce alla vista di un paio di mutandine o di un reggiseno. Fosse per lui accetterebbe solo incarichi da donne bellissime, ma la sua assistente Kaori Makimura non è mai d'accordo. Quando, inevitabilmente, nel caso è coinvolta una donna stupenda, lei fa di tutto per impedire a Ryo di provarci, dando vita a sketch esilaranti. Nonostante la sua fama di "cascamorto", in realtà Ryo ama solo Kaori ed è sempre pronto a rischiare la vita per proteggerla, ma non glielo vuole dichiarare. Il motivo per cui non le rivela mai il suo affetto è la paura di non saper proteggerla dai criminali, i quali venendo a conoscenza del suo sentimento, potrebbero mettere la vita della ragazza in serio rischio. Quando non lavora, lo si può trovare spesso a civettare con giovani donne casuali per le strade di Tokyo e nei bar e club. Il suo essere costantemente donnaiolo porta spesso a violente ripercussioni da parte di Kaori che lo portano a essere punito (di solito a martellate). Mangia quasi di tutto (è anche un grande mangiatore) e gli piacciono i giochi di tiro al bersaglio. Se necessario, ha facile accesso a un poligono di tiro situato sotto il suo complesso di appartamenti o nascosto nel caffè di Umibozu dove può esercitare la sua precisione e/o sfogarsi.
Ryo è un eccezionale tiratore (la sua arma è la rivoltella Colt Python 357 Magnum), un esperto nel combattimento corpo a corpo e un eccellente guidatore (guida una Mini Cooper rossa o una Honda Civic blu, a volte scambiata con una Fiat Panda verde di Kaori e con una Fiat Uno Turbo). Ha una volontà indomabile, dei riflessi prontissimi e un udito molto sviluppato (riesce a sentire il suono di un'arma anche a grandi distanze).

## Ryo inCity Hunter
Il suo passato è avvolto nel mistero, egli stesso non conosce le sue origini e nemmeno la sua vera età. Sa solo che, da bambino, è sopravvissuto a un incidente aereo nell'America Centrale in cui morirono i suoi genitori; qui è cresciuto come guerrigliero da Kaibara (Kaibara è il padre adottivo di Ryo o, meglio, è l'uomo che Ryo considera come suo padre).
Quando sopravvisse all'incidente aereo in America Centrale, Ryo si affezionò a due persone in particolare: il padre di Mary e Kaibara, che lui chiamava papà. Fu Kaibara a dare a Ryo il nome Saeba e sempre per lui perse una gamba salvandolo da una mina. In seguito, col protrarsi della guerra, Kaibara impazzì e spinto dall'ossessione di terminare la guerra cominciò a studiare metodi per affrontare le battaglie più facilmente: così sintetizzò un nuovo tipo di droga capace di rendere gli uomini invincibili, la Polvere degli Angeli. Kaibara testò la potentissima droga proprio sul suo pupillo, Ryo, e gli effetti furono devastanti: sete di sangue inestinguibile e forti crisi d'astinenza.
Interessante è dire che l'autore, Tsukasa Hojo, ci lascia su questa vicenda nel dubbio, infatti non si sa se Kaibara volle concedere l'utilizzo della droga a Ryo per aiutare "suo figlio" a lenire le sofferenze di una guerra interminabile o per puro e semplice sadismo. Comunque i due si persero di vista subito dopo la fine della guerra e Kaibara fondò un'associazione criminale spietata, la Union Teope, specializzata in qualsiasi tipo di crimine ma soprattutto sullo smercio della Polvere degli Angeli. Kaibara vuol vedere un giorno Ryo a capo della sua organizzazione, ma il suo sogno malsano resta una chimera, infatti la Union Teope è responsabile della morte dell'amico-collega di Ryo, Makimura, e anche il mandante di una missione suicida affidata a Mick Angel: uccidere proprio Ryo Saeba. Ryo si è poi trasferito negli Stati Uniti intraprendendo la sua professione attuale e infine nel quartiere di Shinjuku a Tokyo, in Giappone.

## Ryo inAngel Heart
Gli avvenimenti di Angel Heart si svolgono in un universo parallelo rispetto a quello di City Hunter.
Ryo sta invecchiando e non è più infallibile come una volta, anche se resta il migliore sulla piazza. Dopo la morte di Kaori è molto cambiato, al punto da abbandonare la vita da giustiziere per annegare il dolore nell'alcool e, naturalmente, sedurre quante più donne possibili. Tuttavia, quando scopre che il cuore di Kaori è stato trapiantato nella giovane killer, Glass Heart indirettamente spinto da Kaori, decide di prendersene cura come se fosse la loro figlia.

## Poteri e abilità
Ryo è allenato quasi al massimo livello fisico e mentale. Ha una forza incredibile, conosce molto bene il combattimento corpo a corpo e guida da vero temerario quando serve (la sua auto è una Mini). Ha la capacità di pianificare molti passi avanti rispetto ai suoi rivali e quindi non può quasi mai essere superato in astuzia.
Nonostante non possegga veri e propri super poteri, in alcuni casi, anche per via della sua natura fittizia, mostra abilità praticamente sovrumane. In primis la sua mira, per la quale è conosciutissimo. Riesce addirittura a sparare sei colpi in successione a una distanza di quindici metri centrando sempre lo stesso identico punto (One Hole Shot), e a colpire sezioni microscopiche, come per esempio la fibbia di una cintura, oltretutto facendo passare il proiettile per un parco gremito di persone. Oltre a questo, è sostanzialmente un vero e proprio esperto di armi da fuoco, e lo si è visto usare di tutto, dai bazooka, alle comuni pistole, ai fucili automatici e non; sa come usarle, smontarle e averne cura con la massima efficienza. Si destreggia anche con i coltelli, che sovente lancia senza mai sbagliare un colpo.
Superlativo il primo capitolo del manga in cui Ryo, ingaggiato dalla fidanzata, una dottoressa, di un pugile ucciso prima di un incontro importantissimo, la quale, malata di cancro, gli offre la sua stessa vita nominandolo beneficiario della sua assicurazione sulla vita (a incarico compiuto, però, Ryo straccia l'assicurazione della donna chiedendole in cambio di starle vicino per il tempo che le rimane da vivere) spara nell'orecchio del pugile assassino durante l'incontro da lui stesso truccato (monologo di Ryo dal fumetto: "Pallottola nitro-express calibro 500 sparata alla distanza di cento su un oggetto di una tonnellata, lo fa spostare di mezzo metro. Però io l'ho fatta modificare apposta per te, Inagaki! Questo è un proiettile speciale in oro! Bel regalino, non è vero? La tua morte sarà perfetta per un pugile miserabile quale sei! Te la sparerò in un orecchio! La pallottola ti rimarrà dentro al cranio senza trapassartelo! Proprio quello che ci vuole per un figlio di puttana come te!"). In aggiunta, può deflettere lame durante il volo, o mirare attraverso un treno in corsa.
I suoi riflessi sono eccezionali, al punto che può colpire più persone assieme prima che esse riescano ad estrarre un'arma, e una volta sconfisse un killer professionista in rapidità, pur dovendo anche ricaricare. Ha una sorta di sesto senso, o semplicemente quelli più convenzionali molto affinati (non è possibile prenderlo alle spalle, e sente anche a decine di metri il rumore di un proiettile che viene caricato in canna), che gli consente di sparare con precisione chirurgica anche attraverso i muri, poiché avverte la posizione precisa delle persone pur senza vederle.
Alto 1,91 m per 77 kg, ha un fisico che gli consente di eseguire le più estreme acrobazie e contorsioni, come quando schivò una serie di trappole mortali in corsa, o quando si dimostrò capace di piegare la schiena all'indietro fino a raggiungere la testa con i piedi, e camminare con le mani. Piroette e capriole sono il minimo per lui, in grado anche di saltare da tetto in tetto e arrampicarsi senza problemi, a testimoniarlo la sua muscolatura quasi greca, ed è anche d'incredibile rapidità. Nel corpo a corpo è praticamente imbattibile, e solo pochissimi, come il killer Professor, sono stati abbastanza abili da impensierirlo. Generalmente può mettere fuori combattimento una dozzina di persone assieme senza difficoltà.
Possiede grande intuito e memoria, tant'è che è sempre un passo avanti agli altri nell'anticipare mosse e trucchi atti ad imbrogliarli, e ciò lo rende uno stratega abilissimo. La sua furbizia si rifà anche nell'inganno vero e proprio, per esempio nel travestimento. Più volte è riuscito a convincere gang di delinquenti o suoi avversari di professione di essere un postino, un loro alleato o a confondersi tra la folla. A questo, si aggiunge anche la sua abilità nell'imitazione delle voci, così accurata da poterle simulare in modo praticamente perfetto. Inoltre, siccome è stato un mercenario fin da bambino, sa esattamente come comportarsi nell'ambiente militare e conosce le tattiche di guerriglia.
In mano sua, qualsiasi auto riesce a trasformarsi in un metodo sicuro per sfuggire, data la sua grande destrezza al volante. Ha un carattere che, per quanto scherzoso, non gli permette mai di arrendersi o cedere alla paura.

## Curiosità
In occasione della prima apparizione di Saeko Nogami, c'è una citazione dal famosissimo film Casablanca: infatti vengono mostrati Ryo e Saeko che con rancore si lasciano dopo essersi baciati un'ultima volta proprio a Casablanca; in tale occasione Ryo è vestito in modo molto simile a Humphrey Bogart e Saeko somiglia moltissimo a Ingrid Bergman, i due protagonisti del film.

## Accoglienza
Ryo ha ricevuto il premio Anime Grand Prix della rivista Animage come miglior personaggio maschile del 1988 arrivando al secondo posto. Nel 1989, 1990 e 1991 è invece arrivato al primo posto. Nel 1992 è arrivato al sesto posto.

### Influenza culturale
Nel 2012 è apparso assieme a Kaori e Umibozu in un video per il musicista virtuale Mana.